# Deutsche Gesellschaft für Klinische Chemie und Laboratoriumsmedizin
Die Deutsche Gesellschaft für Klinische Chemie und Laboratoriumsmedizin e. V. (DGKL), früher Deutsche Vereinte Gesellschaft für Klinische Chemie und Laboratoriumsmedizin, ist eine medizinisch-wissenschaftliche Fachgesellschaft. Sie entstand 2003 aus der Fusion der Deutschen Gesellschaft für Klinische Chemie (die ab 1978 die Johann-Joseph-von-Scherer-Medaille verlieh) und der Deutschen Gesellschaft für Laboratoriumsmedizin. Ihr Sitz ist Bonn. Die DGKL ist Mitglied der Arbeitsgemeinschaft der Wissenschaftlichen Medizinischen Fachgesellschaften (AWMF).
Zweck der Gesellschaft ist die Repräsentation, Förderung und Entwicklung der Klinischen Chemie und der Laboratoriumsmedizin in Forschung, Lehre und Krankenversorgung einschließlich der Pathobiochemie und der Molekulargenetischen Diagnostik sowie die Vereinigung der auf diesen Gebieten auf wissenschaftlicher Basis Tätigen, insbesondere von Ärzten und Naturwissenschaftlern. Sie führt Maßnahmen durch, welche der Verbesserung und Qualitätssicherung laboratoriumsdiagnostischer Untersuchungen dienen sollen.
Der Verein ist Stifter des Preises „Biochemische Analytik“ und verleiht ihn für außergewöhnliche Leistungen auf den Gebieten biochemische und molekulare Analytik, klinische Chemie und molekulare Medizin. Der Preis wurde seit 1970 an 28 Wissenschaftler, von denen fünf später auch den Nobelpreis gewonnen haben, verliehen. Er ist mit 50.000 Euro dotiert. Mit 10.000 Euro dotiert ist der Felix-Hoppe-Seyler-Preis besondere für wissenschaftliche Leistungen und Verdienste auf dem Gebiet der Klinischen Chemie und Laboratoriumsmedizin.